# Nigel Burgess
Pour les articles homonymes, voir Burgess.
Nigel Allan Burgess né le 1er janvier 1942 à Cheam et mort le 26 novembre 1992 , est un navigateur et homme d'affaires britannique. Après trois participations à la Transat anglaise, il est retrouvé noyé lors du Vendée Globe 1992,,,.

## Biographie
Il étudie à l'école préparatoire de Homefield puis au collège de formation nautique de la Tamise. Il sert dans la Royal Fleet Auxiliary (RFA) où il gagne ses galons de capitaine.
En quittant la RFA, il crée la société Nigel Burgess Yacht, une importante société de courtage spécialisée dans la vente de yachts de luxe, et déménage à Monaco.
Passionné de voile, il effectue la traversée Singapour-Sète en 1965. Il participe à sa première grande course en solitaire en 1968 lors de la Transat anglaise, à bord du monocoque de 27 pieds Dogwatch. Il termine 11e de l'épreuve. En 1988, il remporte la Transat dans la classe des 50 pieds, (22e au général).
En 1992, il participe à sa troisième Transat à bord du 60 pieds Open Dogwatch II – Nigel Burgess Yacht-Broker puis prend le départ du Vendée Globe, le tour du monde en solitaire sans escale et sans assistance. Peu après le départ, une violente tempête s'abat sur le Golfe de Gascogne. Burgess déclenche sa balise de détresse le soir du 25 novembre au large du cap Finisterre. Il est retrouvé noyé dans sa combinaison de survie, le lendemain, à un mille de son bateau, retrouvé intact,,.